# 2C-E
2C-E, noto anche come 2,5-dimetossi-4-etilfeniletilamina o Aquarust, è una fenetilammina psichedelica facente parte della famiglia dei composti 2C. È stato sintetizzato per la prima volta da Alexander Shulgin.
Shulgin ha classificato la 2C-E nel suo libro PiHKAL. Gli effetti provocati dall'assunzione di tale sostanza provocano la visione e gli effetti simili a quelle sperimentate sotto l'influenza dell'LSD.